# Resolució 547 del Consell de Seguretat de les Nacions Unides
La Resolució 547 del Consell de Seguretat de les Nacions Unides, aprovada per unanimitat el 13 de gener de 1984 després de reafirmar resolucions anteriors sobre el tema, el Consell expressa la seva consternació per la sentència de mort contra Malesela Benjamin Moloise, membre del Congrés Nacional Africà.
La resolució demana a les autoritats sud-africanes que commutin la pena que es van imposar a Maloise, i ha instat a tots els Estats membres i d'altres organitzacions a ajudar a salvar la seva vida. Maloise, un poeta africà, va ser condemnat per l'assassinat d'un policia. Malgrat que el tribunal va considerar que Maloise es trobava sota una gran pressió psicològica aleshores, el president Pieter Willem Botha va ordenar la seva execució. El 18 d'octubre 1985 Maloise va ser penjat a la Presó Central de Pretòria.